# Изабела Баварска
Изабела Баварска (на френски: Isabeau de Bavière, на немски: Elisabeth von Bayern; * ок. 28 април 1370, Мюнхен; † 24 септември 1435, Париж) е кралица на Франция, жена на Шарл VI и от 1403 година периодически управлява държавата.

## Произход
Дъщеря е на Стефан III, херцог на Бавария-Инголщат, и Тадеа Висконти, дъщеря на Бернабо Висконти (владетел на Милано) и Беатриче Реджина дела Скала.

## Кралица на Франция
Изабела пристига в Амиен на 14 юли 1385 г., незнаейки истинската цел на своето пътуване. Французите поставят условие „оглеждане“ на предполагаемата съпруга. Веднага я завеждат при краля (преобличат я още веднъж, този път в рокля, предоставена от французите, тъй като нейният гардероб се оказва прекалено скромен). Жан Фроасар описва тази среща като любов от пръв поглед – от Шарл към Изабела:
| „                      | Когато тя, смутено, се приближава към него и прави нисък поклон, кралят внимателно я взема под ръка и нежно я гледа в очите. Той почувства, че тя му е твърде приятна, и че неговото сърце се напълва с любов към тази млада и красива девойка. Той вече мечтаел само за едно: как тя по-скоро да му стане жена. | “ |
| Фроасар, Жан – Хроники | |   |

На 17 юли 1385 година става сватбата в Амиен. Изабела е на 15 години. Младите са благословени от епископа на Амиен, Жан дьо Роланди.
След като през 1392 година Шарл VI започва да има пристъпи на лудост и започва да обезумява, фактически властта преминава в ръцете на кралицата, която е неспособна да води твърда политика и се лута, ту към една, ту към друга страна или групировка. Изабела не е обичана от народа, особено за своето разточителство.
През 1420 г. Изабела подписва Договорът от Троа с англичаните, признавайки за наследник на френската корона английския крал Хенри V.

- Среща на Шарл VІ и Изабела, „Хроники на Фроасар“
- Влизане на Изабела Баварска в Париж
- Пренасяне на Изабел до Сен Дени

## Деца
Изабела и Шарл VІ Безумния имат 12 деца:
- Шарл (26 септември 1386 – 28 декември 1386), дофин (1386)

- Жана (14 юни 1388 – 1390), родена в Сен-Уен, погребана в абатство Монбийон
- Изабел дьо Валоа (1389 – 1409); 1-ви съпруг (от 1396): Ричард II (1367 – 1400), крал на Англия (1377 – 1399); 2-ри съпруг (от 1406): Шарл I (1394 – 1465), херцог Орлеански (1407 – 1465)
- Жана (24 януари 1391 – 27 септември 1433); съпруг Жан VI (V) Мъдри (1389 – 1442), херцог на Бретон (от 1399)
- Шарл (6 февруари 1392 – 13 януари 1401), дофин (от 1392)
- Мария (24 август 1393 – 19 август 1438), умряла в Париж от чума
- Мишел дьо Валоа (11 януари 1395 – 8 юли 1422); съпруг (от 1409): Филип III Добрия (1396 – 1467), херцог на Бургундия
- Луи (22 януари 1397 – 18 декември 1415), дофин (от 1401), херцог Гиенски, номинален водач на партията на арманяките
- Жан (31 август 1398 – 4 април 1417), херцог на Турен, дофин (от 1415)
- Катрин (27 октомври 1401 – 3 януари 1438); 1-ви съпруг (от 2 юни 1420): Хенри V (1387 – 1422), крал на Англия (от 1413 година), наследник на френската корона, съгласно договора в Троа (1420); 2-ри съпруг (от 1429): Оуен Тюдор (ок. 1385 – 1461). Нейният син от първия брак Хенри VI (1421 – 1471), крал на Англия (1422 – 1461 и 1470 – 1471), е последният от династията Ланкастър. Нейният внук от втория брак – Хенри VII (1457 – 1509), крал на Англия (от 1485 года), е основател на династията Тюдор.
- Шарл VII (22 февруари 1403 – 22 юли 1461), граф Понтьо, дофин (от 1417), водач на партията на арманяките, след смъртта на по-големите си братя, от 1422 година – крал на Франция
- Филип (*/† 10 ноември 1407)